# Shawn Stasiak
Shawn Stipich (Hayward, Califórnia, 21 de julho de 1970) é um antigo wrestler profissional norte-americano naturalizado canadense , melhor conhecido pelo seu ring name Shawn Stasiak. Ele é filho de Stan Stasiak.